# Communauté de communes de Champagne Berrichonne
Die Communauté de communes de Champagne Berrichonne ist ein ehemaliger französischer Gemeindeverband mit der Rechtsform einer Communauté de communes im Département Indre in der Region Centre-Val de Loire. Er wurde am 31. Dezember 2004 gegründet und umfasste 16 Gemeinden. Der Verwaltungssitz befand sich im Ort Neuvy-Pailloux.

## Historische Entwicklung
Mit Wirkung vom 1. Januar 2017 fusionierte der Gemeindeverband mit der Communauté de communes du Canton de Vatan und bildete so die Nachfolgeorganisation Communauté de communes du Canton de Vatan et de Champagne Berrichonne.

## Ehemalige Mitgliedsgemeinden
1. Ambrault
2. Bommiers
3. Brives
4. La Champenoise
5. Chouday
6. Condé
7. Lizeray
8. Meunet-Planches
9. Neuvy-Pailloux
10. Pruniers
11. Saint-Aoustrille
12. Saint-Aubin
13. Saint-Valentin
14. Sainte-Fauste
15. Thizay
16. Vouillon